# (13139) 1994 VD2
1994 في دي 2 (ويعرف أيضًا باسم (13139) 1994 في دي 2 وفق تسمية الكوكب الصغير) (بالإنجليزية: 1994 VD2)‏ هو كويكب ضمن حزام الكويكبات؛ وترتيبه 13139 من حيث الاكتشاف.
اكتُشف هذا الجُرم الفلكي بواسطة تاكيشي أوراتا ‏ في 3 نوفمبر 1994.

## وصلات خارجية
- (13139) 1994 VD2 في قاعدة بيانات مختبر الدفع النفاث لأجرام النظام الشمسي الصغيرة

- الاكتشاف · مخطط المدار ·  العناصر المدارية · المعلمات المادية

- (13139) 1994 VD2 على موقع ويكي سكاي: DSS2, SDSS, GALEX, IRAS, Hydrogen α, X-Ray, Astrophoto, Sky Map, Articles and images